# 李适 (順治進士)
李适（?—?），山東壽光縣人。清朝政治人物、進士出身。

## 生平
崇禎十五年（1642年），鄉試中舉。順治三年（1646年），登進士。授河南內黃縣知縣。